# Mitterfels
Mitterfels è un comune tedesco di 2 504 abitanti, situato nel land della Baviera.